# Rosa Ferré
Rosa Ferré  Vázquez (Extremadura, 1966) es una gestora y comisaria cultural española.

## Biografía
Filóloga de formación, con estudios de literatura comparada, comenzó su carrera en el mundo del arte contemporáneo codirigiendo una galería de fotografía denominada Urania en Barcelona. En 2012 fue nombrada jefa de Exposiciones del Centro de Cultura Contemporánea de Barcelona (CCCB) por su directora, Marçal Sintes, cargo que ha ocupado hasta diciembre de 2017. Entre 2018 y 2022 dirigió el centro Matadero Madrid.Desde 2022 codirige junto a Markus Reymann la Fundación TBA21
Tiene más de veinte años de experiencia en la concepción y dirección de proyectos expositivos y de divulgación cultural en los ámbitos del arte, la arquitectura, el cine, la literatura y el pensamiento contemporáneos. Ha trabajado como asesora de contenidos y gestora de proyectos expositivos y editoriales para distintas instituciones artísticas y culturales nacionales e internacionales. Ha sido asesora de varias ediciones del Festival internacional de las letras–Gutun Zuria de Bilbao.
En el CCCB inició una nueva línea de proyectos que, bajo el nombre Serie Beta, pusieron en relación la creación artística y cultural, la investigación científica y la innovación social, como en el caso de «Big Bang Data» (2014-2015) y «Más humanos. El futuro de nuestra especie» (2015-2016). En este marco, dirigió la exposición «Después del fin del mundo» (2017-2018) que abordó la crisis climática desde el arte, el diseño especulativo, la literatura y la investigación. Entre otros proyectos ha dirigido, también en el CCCB, las exposiciones «Metamorfosis. Visiones fantásticas de Starewitch, Švankmajer y los hermanos Quay» (2014) y «Las variaciones Sebald» (2015), y ha co-comisariado la exposición «1.000 m2 de deseo» (2016-2017), sobre arquitectura y sexualidad.
Como comisaria ha centrado principalmente su investigación y ha escrito sobre el arte y la cultura rusos de los siglos XX y XXI; en este ámbito destacan la exposición interdisciplinaria «La Caballería Roja, creación y poder en la Rusia soviética 1917-1945» y la publicación homónima (Casa Encendida, Madrid, 2011). Entre sus proyectos expositivos relacionados con el arte ruso de vanguardia destaca la organización de las siguientes exposiciones, realizadas en colaboración con otros especialistas internacionales: «Kasimir Malévich» (La Pedrera, Barcelona, y Museo de Bellas Artes de Bilbao, 2006); «Ródtxenko. La construcción del futuro» (La Pedrera, 2009); «Gustavs Klucis. En el frente del arte constructivista» (Ayuntamiento de Córdoba–Cajasol, Sevilla, 2009).